# Wolfgang Behringer
Wolfgang Behringer (* 17. Juli 1956 in München) ist ein deutscher Historiker mit dem Schwerpunkt Frühe Neuzeit. Behringer hatte von 1999 bis 2003 eine Professur für Neuere Geschichte an der University of York. Von 2003 bis zu seiner Emeritierung 2023 lehrte er als Professor für Frühe Neuzeit an der Universität des Saarlandes. Behringers Arbeitsschwerpunkt liegt auf der Kulturgeschichte der Frühen Neuzeit (1450–1800). Er forscht zu Klima und Umwelt, Krisenerfahrungen und ihrer Verarbeitung, Hexenverfolgung, Herausbildung der Nationalstaaten, Radikale Reformation, Hofkultur, Kommunikations- und Mediengeschichte.

## Leben
Wolfgang Behringer studierte Geschichte, Politologie und Germanistik. Er legte 1981 den Magister an der Ludwig-Maximilians-Universität München ab. Von 1982 bis 1984 war er Stipendiat der Studienstiftung des deutschen Volkes. Er wurde im Sommersemester 1985 in München mit einer von Richard van Dülmen betreuten Arbeit über das Thema Hexenverfolgung in Bayern promoviert. Behringer war von 1991 bis 1996 als wissenschaftlicher Angestellter an der Universität Bonn tätig, wo er sich mit Hilfe eines Habilitandenstipendiums der Deutschen Forschungsgemeinschaft 1997 habilitierte. Im Jahr 1998 wurde er Angestellter am Max-Planck-Institut für Geschichte in Göttingen und vertrat den Lehrstuhl von Winfried Schulze an der Universität München. Im Jahr 1999 übernahm er eine Professur für „Early Modern History“ an der University of York. Von 2003 bis zu seiner Emeritierung 2023 war er als Nachfolger Richard van Dülmens ordentlicher Professor für Frühe Neuzeit an der Universität des Saarlandes in Saarbrücken. Er ist Mitglied der Kommission für Saarländische Landesgeschichte.

## Werk

### Postgeschichte
Behringer veröffentlichte zahlreiche Aufsätze zur Postgeschichte. Im Jahr 1990 legte er anlässlich des 500. Jahrestages der Gründung des von der Kurierfamilie der Taxis (später Thurn und Taxis) betriebenen ersten Postunternehmens im Heiligen Römischen Reich (siehe Niederländischer Postkurs), eine Festschrift über das Familienunternehmen vor. Dabei handelt es sich nicht nur um eine Geschichte der Post, sondern auch des Unternehmens und der Familie Thurn und Taxis. Durch die erstmals durchgeführte quantifizierende Auswertung der Rechnungsbände des Unternehmens leistete er Pionierarbeit. Im Jahr 2003 erschien Behringers Habilitation über die frühneuzeitliche Reichspost und zur von ihr ermöglichten Kommunikationsbeschleunigung.
Behringer stellte darin drei zentrale Thesen auf.
Erstens: Die Frühe Neuzeit war eine abgeschlossene Epoche der Kommunikationsgeschichte. In ihrem Zentrum stand die neue Infrastruktur des Postwesens. Eine ähnliche Struktur habe es vor 1500 und nach 1800/50 nicht wieder gegeben. Seitdem spalteten sich die Funktionen der Kommunikation auf andere Medien auf.
Zweitens: Spätere Medien (Eisenbahn, Autobahnsystem, Flugverkehrsnetz, Telefon, Kabelnetz und Internet) bauten strukturell und bis ins organisatorische Detail hinein auf jenen Mustern auf, die in der Frühen Neuzeit durch das Netzwerk des Postwesens generiert worden sind. So sind Ortsverzeichnisse (Adressbücher, Telefonbücher), Nummernverzeichnisse (Postleitzahlen, Telefonnummern) oder Fahrpläne Nachkommen des frühneuzeitlichen Kommunikationswesens.
Drittens: Das „immaterielle Erbe“ des frühneuzeitlichen Kommunikationswesens hat die westliche Zeit- und Raumauffassung maßgeblich mitgeprägt und in so entscheidender Weise zur Modernisierung der europäischen Kultur beigetragen, dass diese Innovation im Zuge der Globalisierung von allen Zivilisationen übernommen werden musste.
Das Zusammentreffen der Post und des Buchdrucks war nach Behringers „Generalthese“ nicht nur eine frühneuzeitliche Kommunikationsrevolution, sondern die „Mutter aller Kommunikationsrevolutionen“. Sie habe „jene Dynamik generiert, die bis heute andauert und im World Wide Web ihre jüngste Ausprägung gefunden hat“. Behringer kam zu zahlreichen Einzelbeobachtungen. So seien die Anfänge der Lesegesellschaft nicht im 18., sondern im 17. Jahrhundert zu finden. Die Herausbildung frühmoderner Verwaltungen war an die Infrastruktur der Post gebunden. Der beschleunigte Nachrichtenaustausch wirkte sich nachhaltig auf das Zeitempfinden aus. Er stellte einen postgeschichtlichen Entwicklungsunterschied zwischen dem süddeutsch-katholischen und dem lange postabstinenten norddeutsch-protestantischen Gebieten fest. Dieses Verhältnis kehrte sich im Laufe der Zeit zu Gunsten der Protestanten um. Das Nachrichten- und Zeitungswesen konzentrierte sich zunächst auf Augsburg und Straßburg, dann aber auf Amsterdam, Frankfurt und vor allem Hamburg.
Behringer hat der europäischen Frühen Neuzeit eine „welthistorische Schlüsselposition“ zugewiesen. Das sich entwickelnde frühneuzeitliche Postwesen würdigte Behringer als einen „Motor der Moderne“ und als den „Blutkreislauf der frühmodernen Gesellschaft“. Nach Behringer erfolgte der Übergang von der alten zur modernen Welt erheblich früher, als es die Anhänger einer „Sattelzeit“ um 1800 vertreten haben. Allgemein gilt in der Geschichtswissenschaft der „Zeitraum von 1750–1850 als die eigentliche Epochenschwelle für den Beginn der Moderne“. Nach Behringer erfolgte ihr Start „mit dem traditionellen Beginn der Neuzeit, nicht mit der Gutenberg-, sondern mit der ‚Taxis-Galaxis‘, der Etablierung eines Systems der Raumportionierung zur Rationalisierung der Kommunikation“. Damit wandte sich Behringer gegen die Gutenberg-Galaxis von Marshall McLuhan, der in seinen Forschungen zur Frühen Neuzeit den Buchdruck zum Signum einer ganzen historische Epoche erhob.

### Hexenforschung
Durch seine Quellenforschungen und regelmäßigen Aufsätze zum Forschungsstand prägte Behringer wie kein anderer Historiker das Bild der frühneuzeitlichen Hexenforschung. Anlass für Behringers Beschäftigung mit dem Thema Hexen war ein 1978 von Richard van Dülmen an der Universität München angebotenes Seminar. Behringers 1987 veröffentlichte Dissertation über die Hexenverfolgung in Bayern wurde in amerikanischen, englischen, französischen, niederländischen, österreichischen und deutschen Fachzeitschriften nahezu einhellig als wichtige Studie gewürdigt. Die Darstellung avancierte zum Standardwerk über die frühneuzeitliche Hexenverfolgung. Das Buch wurde 1997 in dritter Auflage veröffentlicht und im selben Jahr auch in englischer Übersetzung herausgebracht. Erstmals seit der Darstellung von Sigmund von Riezler aus dem Jahr 1896 befasste sich Behringer wieder mit der Hexenverfolgung in Bayern. Dabei hat Behringer erheblich mehr Quellenmaterial für seine Analyse ausgewertet. Neben den Prozessakten hat Behringer serielle Quellen etwa Ratsprotokolle sowie politische und private Quellen ausgewertet. In seiner Arbeit hat Behringer den seit 1967 einsetzenden Paradigmenwechsel in der internationalen Hexenforschung berücksichtigt. Die anglo-amerikanischen Studien von Alan Macfarlane (1970), Keith Thomas (1971) oder H. C. Erik Midelfort (1972) hatten in ihrer Quellenarbeit anthropologische und ethnologische Fragestellungen und Methoden einbezogen. Die deutsche Geschichtswissenschaft hatte sich bis in die späten 1980er Jahre kaum mit dem Thema Hexenverfolgung beschäftigt. Einige Historiker hielten das Thema zudem für unseriös.
Behringer geht in seiner Dissertation von der Arbeitshypothese aus, dass „erst die Kombination so unterschiedlicher Bearbeitungstechniken wie Struktur- und Textanalyse, Erstellung von Statistiken oder Rekonstruktion historischer Mentalitäten, also die quantifizierende und qualifizierende Quellenanalyse eine sinnvolle Interpretation ermöglichen“. Behringer konnte einige ältere Forschungsmeinungen und gängige Klischees revidieren. Bayern war kein Hauptland von Hexenverfolgungen. Die bayerischen Herzöge/Kurfürsten waren nicht die unermüdlichsten Hexenjäger, vielmehr waren dies die fränkischen Bischöfe. Behringer stellte als Ergebnis der Hexenverfolgungen eine „relative Uniformität der Verfolgung“ fest. Zumindest während der südostdeutschen Verfolgungswelle um 1590 waren Hexenprozesse nicht auf irgendwelche politischen, wirtschaftlichen oder konfessionellen Strukturen zurückzuführen. Nach Behringer zeigten die Reichsstädte (Beispiel: Augsburg) eine geringe Verfolgungsbereitschaft, die geistlichen Fürstentümer (Beispiel: Hochstift Augsburg) waren besonders verfolgungseifrig. Für die intensive Verfolgung um 1590 macht Behringer mit den Teuerungs-, Hunger- und Epidemiewellen zahlreiche Faktoren aus. Bei dieser großen Verfolgungswelle wurden in weniger als fünf Jahren „mehr Menschen als Hexen hingerichtet als in allen Jahrhunderten zuvor“. Da es auch in Gegenden zu Hexenverfolgungen gekommen ist, die von wirtschaftlicher Not verschont geblieben sind, schlussfolgert Behringer, „daß die Verfolgung eher die Funktion einer spezifischen Krisenmentalität als einer Krise selbst“ war. In einer groben Hochrechnung kam Behringer in der Zeit von 1586 bis 1730 auf etwa 4000 Hexenprozesse. Dabei wurden etwa 1000 bis 1500 Hinrichtungen durchgeführt. Nach Behringer war für die Durchführung von Hexenprozessen in Südostbayern ein „gleichgerichtetes Interesse von Obrigkeit und ‚Untertanen‘“ entscheidend. Um 1600 waren ausschließlich alte Frauen aus allen gesellschaftlichen Schichten von den Verfolgungen betroffen. Im Verlauf des 17. Jahrhunderts reduzierte sich der Kreis der Betroffenen nicht nur immer mehr auf die Unterschichten, sondern vor allem auf Kinder und Jugendliche.
Im Jahr 1994 veröffentlichte Behringer die mikrohistorische Darstellung Chonrad Stoeckhlin und die Nachtschar. Eine Geschichte aus der frühen Neuzeit. Darin geht es um den Rosshirten Stoeckhlin, der durch seine Aussagen wahrscheinlich eine der größten Hexenverfolgungen zwischen Donau und den Alpen auslöste. Dabei stützte sich Behringer auf Stoeckhlins Prozessakte (im Speziellen auf die Verhörprotokolle), die sich heute im Staatsarchiv Augsburg befindet. Das Werk erschien 1998 in der amerikanischen Übersetzung „Chonrad Stoeckhlin and the Phantoms of the Night“.
Behringer ist Mitherausgeber der Reihe Hexenforschung (seit 1995) und der Encyclopedia of Witchcraft. Behringers 1988 erstmals vorgelegter Quellenband Hexen und Hexenprozesse in Deutschland erschien 2010 in siebter Auflage. Mitte der neunziger Jahre stieß Behringer auf Verbindungen zwischen der Klima- und Kulturgeschichte. Er stellte Zusammenhänge zwischen der Kleinen Eiszeit und der Massenverbrennung von Hexen her. Zwischen 1580 und 1630 kam es zu einer Häufung von extrem kalten Monaten im Sommerhalbjahr und in diese Zeit fiel die hohe Zahl an Massenverbrennungen von Hexen. Behringers These wurde kontrovers diskutiert. Kritiker werfen ihm vor, dass er mit seiner Argumentation viele weitere für die Hexenverfolgung verantwortliche Faktoren vernachlässige. Seit 2013 ist er Leiter des Arbeitskreises Interdisziplinäre Hexenforschung. Die Frühjahrstagung des Arbeitskreises im Februar 2018 befasste sich mit der Frage, ob es einen Zusammenhang zwischen Hexenverfolgung und Klimawandel gegeben hat. Behringer war mit Sönke Lorenz und Dieter R. Bauer Herausgeber von 22 Beiträgen einer Tagung der Katholischen Akademie der Diözese Rottenburg-Stuttgart, die in Verbindung mit dem Arbeitskreis Interdisziplinäre Hexenforschung veranstaltet wurde. Die Beiträge wurden 2016 veröffentlicht. Eine für diesen Sammelband von Behringer erstellte Liste „letzter Hexenhinrichtungen“ für den Zeitraum von 1700 bis 1911 dokumentiert trotz ihres Umfangs von über 60 Seiten nur „die Spitze des Eisbergs“.

### Kulturgeschichte des Klimas
Behringer gehört zu den wenigen Historikern, die sich mit dem Zusammenhang von Klima und Geschichte befasst haben. Im Jahr 2005 veröffentlichte Behringer gemeinsam mit Hartmut Lehmann und Christian Pfister einen Sammelband über die kulturellen Konsequenzen der Kleinen Eiszeit. Der Band bündelt die Ergebnisse einer 2002 veranstalteten Konferenz im Göttinger Max-Planck-Institut für Geschichte. Behringer veröffentlichte 2007 eine Kulturgeschichte des Klimas. Dabei hat Behringer erstmals den Versuch unternommen, die Klimageschichte aus kulturhistorischer und sozioökonomischer Sichtweise zu untersuchen. Einen Schwerpunkt legte Behringer auf die Kleine Eiszeit, da diese Klimakrise nicht nur „gut aus den Quellen rekonstruierbar ist“, sondern „als Testlauf für die Globale Erwärmung“ angesehen werden könne. Die „Kleine Eiszeit“ zeige, dass schon „geringe Veränderungen des Klimas zu enormen sozialen, politischen und religiösen Erschütterungen führen“. Behringer plädierte für eine Gelassenheit im Umgang mit der gegenwärtigen Klimakrise. Er stellt die These auf, dass „Abkühlung immer in schwere Erschütterungen der Gesellschaft“ mündete, während Erwärmung „manchmal kulturelle Blüte“ bewirkte. In der gegenwärtigen Erwärmung verbergen sich laut Behringer „nicht nur Gefahren, sondern auch Möglichkeiten“. Nach seinem Standpunkt werden die Menschen nie zu einer bedeutenden Größe in der Geschichte dieses Planeten aufsteigen. Dadurch relativiert er den anthropogenen Einfluss auf den derzeit stattfindenden Klimawandel beträchtlich. Ihm geht es in seiner Darstellung vor allem darum, welchen Einfluss das Klima auf die Menschen ausgeübt hat und weniger um den Einfluss, den die Menschen auf das Klima genommen haben. In seinen Ausführungen zu den kulturellen Konsequenzen der Klimaverschlechterung wird fast jede Veränderung, wie etwa die Bauweise der Häuser oder die Kleidung, mit der Klimaverschlechterung begründet. Jedoch lassen sich für die von Behringer klimatisch begründeten Entwicklungen zahlreiche andere ebenso plausible Erklärungen anführen. Kritisch äußert er sich zu den Leuten, die die Zukunft der Erde weitaus pessimistischer einschätzen als er selbst. Beim Naturschutz gehe es „weniger um die Natur als um menschliches Wohlbefinden“ und „das große Wort vom Klimaschutz“ verdecke nur „die Angst vor Veränderung“. Behringers Darstellung gehört zu den erfolgreichsten Veröffentlichungen im Verlag C.H.Beck der letzten Jahre. Im Jahr 2010 erschien die fünfte Auflage in deutscher Sprache. Die Darstellung wurde ins Englische, Ungarische, Tschechische, Koreanische und Italienische übersetzt. Behringers Kulturgeschichte des Klimas ist in der Fachwelt teilweise kritisch aufgenommen worden. Nach Hans-Joachim Schellnhuber sei Behringers Empfehlung zur „Gelassenheit“ beim Klimawandel „entweder trivial oder unwissenschaftlich, da sich hinsichtlich der gesellschaftlichen Wirkung der künftigen Erderwärmung nur schwerlich geschichtliche Analogieschlüsse ziehen lassen“. Nach Christian Pfister könne man Behringer „eine Anzahl von Unschärfen und fehlendes Bemühen um Kenntnisnahme der neuesten Literatur ankreiden“. Das Buch „dürfte weder kritische Historiker überzeugen noch Vorbehalte skeptischer Naturwissenschaftler gegenüber historischen Methoden ausräumen.“ Fünf Jahre nach der Veröffentlichung seiner Kulturgeschichte des Klimas äußerte er sich positiv über die Erderwärmung. Rüdiger Haude hat 2019 eine ausführliche Kritik zu Behringers Darstellung Kulturgeschichte des Klimas veröffentlicht. Nach Haude ist es Behringers Ziel aufzuzeigen, dass die globale Erwärmung historisch immer günstig war. In diesem Zusammenhang kritisierte er Behringers problematischen Umgang mit Quellen und Literatur sowohl im Bereich der Geschichts- als auch der Naturwissenschaften. Behringer habe demnach eine einseitig auf eine Kritik der Klimawissenschaft gerichtete, verzerrende Darstellung verfasst.
Anlässlich des 200. Jahrestages des Vulkanausbruchs Tambora veröffentlichte er 2015 eine Studie über dieses Naturereignis. Die „Tamborakrise“ versteht Behringer als Schlüssel für große historische Entwicklungen des 19. Jahrhunderts. Der „Sturz von Regierungen, Massenproteste, Massenmigration, Arbeitsbeschaffungsprogramme, Agrarreformen, Aufstieg neuer Wissenschaftsdisziplinen, religiöse Erneuerung, Flussregulierung, Pauperismus, die Einführung neuer Technologien, die Gründung von Sparkassen und Lebensversicherungen, die Verschiebung der Gewichte in der Weltpolitik etc.“, all diese Ereignisse „ergeben in ihrem Ablauf erst vor dem Hintergrund der Tamborakrise Sinn“. Zugleich meint Behringer: „Die weltweite Wirkung des Tambora-Ausbruchs blieb den Zeitgenossen zunächst verborgen“. Zu den „Fernwirkungen der Tamborakrise“ (Kapitel 6) gehören für Behringer unter anderem auch Ereignisse wie Chinas Niedergang („The Great Divergence“), der Bau der Kanalisation von London, der Aufschwung des Versicherungswesens, die Cholera-Aufstände in Russland, die Erfindung Australiens oder der Völkermord in Tasmanien.

### Sportgeschichte
Behringer war 1995 Teilnehmer an der Gründungstagung der Zeitschrift „Ludica“ zur Geschichte und Kultur des Spiels. Dort knüpfte er Kontakte zu führenden Sportsoziologen wie Eric Dunning, die wiederum auf Behringers „Enzyklopädie der Neuzeit“ aufmerksam wurden. Die German History Society in London lud ihn zu einem Vortrag über „Sport in Early Modern Period“ ein, der 2009 veröffentlicht wurde. Dadurch kam Behringer als Experte für die Frühe Neuzeit zur Sportgeschichte. Im Jahr 2012 legte er eine Kulturgeschichte des Sports über drei Jahrtausende vor. Behringer räumt selbst ein, dass Aspekte wie Sportrecht, Sportpublizistik, die moderne Sportmedizin und Doping zu kurz kommen und die Auswahl der Sportarten „den eigenen Vorlieben“ entspreche. Er will vielmehr „der Frage nach den Funktionen des Sports in der Gesellschaft“ nachgehen. Behringer hat die These vertreten, dass der Vorgang der „Sportifizierung“ sowohl der militärischen Übungen als auch der populären Spiele zu den Fundamentalprozessen der Moderne zu rechnen sei. Für Behringer zählt dieser Vorgang zu den ein Dutzend Schlüsselbegriffen der Neueren Geschichte, die grundlegende Prozesse der Veränderung beschreiben, wie Disziplinierung, Verrechtlichung, Globalisierung oder Säkularisierung. In dieser Untersuchung konnte Behringer das Vorurteil der älteren Sportgeschichtsschreibung entkräften, in der Frühen Neuzeit habe der Sport seinen historischen Tiefpunkt erlebt. Die Arbeit wurde ins Ungarische (2014), Chinesische (2015), und Japanische (2015) übersetzt.

### Sonstige Arbeiten
Behringer legte 1997 zum 600. Jubiläum eine Geschichte der Spatenbrauerei vor. Im Jahr 1999 gab er mit Bernd Roeck einen Sammelband zum Bild in der Stadt in der Neuzeit von 1400 bis 1800 heraus. Dabei steht nicht das Erscheinungsbild einer Stadt, sondern das „Bild von der Stadt“ (Malerei, Holzschnitt oder Medaillen und Münzen, Gemälde) bei den 46 vorgestellten Orten im Vordergrund. Die Auswahl der Städte richtete sich nach den fünf Kriterien Gründungsmythos, Rechtsstellung, Größe, Funktion, geographische Lage. Behringer befasste sich seit 1998 in mehreren Beiträgen mit Günther Franz. Laurenz Müller kritisierte Behringers selektiven Umgang mit den Quellen. Behringer habe Quellen einseitig interpretiert oder für Franz entlastende Stellen weggelassen. Mit Gabriele B. Clemens veröffentlichte er 2009 eine knappe Darstellung über die Geschichte des Saarlandes.

## Schriften (Auswahl)
Monographien
- Hexenverfolgung in Bayern. Volksmagie, Glaubenseifer und Staatsräson in der frühen Neuzeit. Oldenbourg, München 1987, ISBN 3-486-53901-9 (zugleich: München, Universität, Dissertation, 1985).
- Thurn und Taxis. Die Geschichte ihrer Post und ihrer Unternehmen. Piper, München u. a. 1990, ISBN 3-492-03336-9.
- Im Zeichen des Merkur. Reichspost und Kommunikationsrevolution in der Frühen Neuzeit (= Veröffentlichungen des Max-Planck-Instituts für Geschichte. Bd. 189). Vandenhoeck & Ruprecht, Göttingen 2003, ISBN 3-525-35187-9 (zugleich: Bonn, Universität, Habilitations-Schrift).
- Hexen. Glaube, Verfolgung, Vermarktung (= Beck’sche Reihe. Bd. 2082). Beck, München 2009 (7. Aufl. 2020, ISBN 978-3-406-75284-1).
- mit Gabriele Clemens: Geschichte des Saarlandes (= Beck’sche Reihe. Bd. 2612). Beck, München 2009, ISBN 978-3-406-58456-5.
- Kulturgeschichte des Klimas. Von der Eiszeit bis zur globalen Erwärmung. 5., aktualisierte Auflage. C. H. Beck, München 2010, ISBN 978-3-406-52866-8.
- Kulturgeschichte des Sports. Vom antiken Olympia bis zur Gegenwart. C. H. Beck, München 2012, ISBN 978-3-406-63205-1.
- Tambora und das Jahr ohne Sommer. Wie ein Vulkan die Welt in die Krise stürzte. C. H. Beck, München 2015, ISBN 978-3-406-67615-4.
- Der große Aufbruch. Globalgeschichte der frühen Neuzeit. C. H. Beck, München 2023, ISBN 978-3-406-78344-9.

Herausgeberschaften
- mit Hartmut Lehmann, Christian Pfister: Kulturelle Konsequenzen der »Kleinen Eiszeit«. Cultural Consequences of the »Little Ice Age« (= Veröffentlichungen des Max-Planck-Instituts für Geschichte. Bd. 212). Vandenhoeck & Ruprecht, Göttingen 2005, ISBN 978-3-525-35864-1.
- mit Christof Dipper, Ute Schneider: Kartenwelten. Der Raum und seine Repräsentation in der Neuzeit. Primus, Darmstadt 2006, ISBN 978-3-89678-289-2.
- mit Sönke Lorenz, Dieter R. Bauer: Späte Hexenprozesse. Der Umgang der Aufklärung mit dem Irrationalen (= Hexenforschung. Bd. 14). Verlag für Regionalgeschichte, Bielefeld 2016, ISBN 978-3-89534-904-1.
- mit Wolfgang Kraus, Heinrich Schlange-Schöningen: Der Friedensauftrag Europas (= Kulturelle Grundlagen Europas. Bd. 4). Lit, Berlin/Münster 2017, ISBN 978-3-643-13504-9.
- mit Eric-Oliver Mader, Justus Nipperdey: Konversionen zum Katholizismus in der Frühen Neuzeit. Europäische und globale Perspektiven (= Kulturelle Grundlagen Europas. Bd. 5). Lit, Münster u. a. 2019, ISBN 978-3-643-13981-8.